# جوزيف رنزولي
جوزيف رينزولي (من مواليد 7 يوليو 1936) هو عالم النفس التربوي الأمريكي. وهو أستاذ مجلس الأمناء المتميز في كلية التربية بجامعة كونيتيكت في نيغ. جامعة روتجرز، جامعة فرجينيا.

## حياة مبكرة
تخرجت رينزولي بدرجة البكالوريوس من جامعة روان حصل على درجة الماجستير في التعليم من جامعة روتجرز، ودكتوراه من جامعة فرجينيا.

## المهنة
رينزولي هو أستاذ مجلس الأمناء المتميز في كلية التربية بجامعة كونيتيكت في نيغ، حيث يشغل أيضًا منصب مدير المركز القومي للبحوث حول الموهوبين والموهوبين. ركز بحثه على تحديد وتطوير الإبداع والموهبة لدى الشباب وعلى النماذج التنظيمية واستراتيجيات المناهج لتحسين المدرسة بشكل كامل. ينصب تركيز عمله على تطبيق استراتيجيات التعليم الموهوب لتحسين التعلم لجميع الطلاب.
طور رينزولي نموذج الموهبة الثلاثية، والذي روج لمفهوم الموهبة الموسع. كما طور «نموذج الإثراء على مستوى المدرسة» لتطوير مواهب الأطفال في المدارس. رينزولي معروف بإسهاماته في فهم الموهبة. يجادل بأن الأفراد ذوي الإمكانات العالية قد يحولون أصولهم إلى موهبة فقط إذا كانت بيئتهم تشجعها. رينزولي هو زميل في الجمعية الأمريكية للطب النفسي وكان مستشارًا لفريق عمل البيت الأبيض المعني بتعليم الموهوبين والموهوبين.

## منشورات مختارة
- Renzulli, J.S. (1978). What Makes Giftedness? Reexamining a Definition. Phi Delta Kappan, 60(3), 180-184, 261.
- Renzulli, J.S. (1994). Schools for talent development: A practical plan for total school improvement. Mansfield Center, CT: Creative Learning Press.
- Renzulli, J.S., & Reis, S.M. (1985). The schoolwide enrichment model: A comprehensive plan for educational excellence. Mansfield Center, CT: Creative Learning Press.

## وصلات خارجية
- الموقع الرسمي
- Past Winners of Harold W. McGraw, Jr. Prize in Education